# Jaume Veny Obrador
Jaume Veny Obrador va néixer a Felanitx, Mallorca l'any 1781 i va morir l'any 1856. Fou polític. Va ser membre del partit Absolutista de Felanitx i encapçalà el 1825 una tendència més moderada que eliminà el cap local, Antoni Planas. També fou batle de Felanitx dues vegades entre els 1826-27 i els 1830-31. A part d'això va ser secretari de la Comissió de Caritat encarregada de crear l'Hospici el 1820. El 1827 va fer una donació d'una casa en el Carrer del Pou de la Vila perquè funcionés d'hospici.